# 릭 포셀로
프레더릭 앨프리드 포셀로 3세(Frederick Alfred Porcello III, 1988년 12월 27일 ~ )는 전 미국의 야구 선수다.